# قتر (السياني)

تعديل مصدري - تعديل

قتر هي إحدى قرى عزلة العربيين بمديرية السياني التابعة لمحافظة إب، بلغ تعداد سكانها 424 نسمة حسب تعداد اليمن لعام 2004.